# Eutrema schulzii
Eutrema schulzii là một loài thực vật có hoa trong họ Cải. Loài này được Al-Shehbaz & Warwick mô tả khoa học đầu tiên năm 2005.